# Institut finlandais des affaires internationales
L'institut finlandais des affaires internationales (en finnois : Ulkopoliittinen instituutti), abrégé en UPI, est un institut de recherche sur les relations internationales à Helsinki en Finlande.

## Histoire

### 1961-2006
UPI d'origine 
L'institut finlandais des affaires internationales a été fondé en 1961 à l'initiative de la société Paasikivi. 
Plus tard, le ministère de l'Éducation est devenue son organisation cadre.
L'institut a été financé par la Fondation pour la recherche sur la politique étrangère, qui a reçu son financement principalement d'aides de l'État. 
Cet institut a été dissous fin 2006.
La Fondation pour la recherche en politique étrangère poursuit ses activités en lien avec la société Paasikivi.

### 2006–
Lors de la session du centenaire du parlement finlandais en juin 2006, un institut de recherche indépendant a été créé, qui concentre ses activités sur les relations internationales et l'Union européenne. 
L'institut a pour mission de produire une recherche de haut niveau qui sert également à la prise de décision politique. 
Le Parlement prend en charge le financement de base de l'institut. 
Les locaux de l'institut sont situés à Helsinki.
Les activités de recherche de l'institut de politique étrangère se concentrent en particulier sur l'Union européenne et ses relations extérieures, la politique internationale de l'environnement et des ressources naturelles, l'interaction entre le  développement interieur de la Russie et les facteurs internationaux, et le bouleversement du système international, en particulier l'évolution du statut de la Chine et des États-Unis. 
L'objectif des recherches de l'institut est de produire une information claire et de haut niveau pour la communauté scientifique, les décideurs politiques et pour alimenter les débats de la société. Dans ses activités, l'institut entretient des relations internationales actives.
un élément clé des activités de l'Institut de politique étrangère est l'organisation de conférences et de séminaires nationaux et internationaux. 
L'institut publie aussi la revue Ulkopolitiikka et des rapports sur les résultats de ses recherches et sur les problèmes internationaux actuels. 
En outre, l'institut gère les archives et la chronologie des documents de politique étrangère finlandaise sur www.eilen.fi.

## Organisation de l'institut

### Direction
Les membres de la direction, nommés par le parlement, décident, entre autres, des finances de l'institut et du programme de recherche, que ses chercheurs mènent conformément aux principes de l'autonomie scientifique. 
Les membres élisent le directeur de l'institut.
En 2020–2024, les membres de la direction sont:
- Kai Sauer, (président), sous-secrétaire d'État, ministère des Affaires étrangères
- Anu Kantola, (vice-présidente) professeur, Université d'Helsinki
- Risto Heiskala, professeur, Université de Tampere
- Ville Kaunisto, Député (Kok)
- Kimmo Kiljunen, député (SDP)
- René Nyberg, Ambassadeur
- Sakari Puisto, députée (PS)
- Paula Vanninen, professeur, Université d'Helsinki
- Lauri Voionmaa, assistante spéciale du premier ministre

### Membres du Conseil consultatif de l'Institut
Les membres du Conseil consultatif de l'Institut et ses chercheurs sont,:

#### Députés
- Kristiina Salonen (sd.),
- Sanna Antikainen (ps.),
- Saara-Sofia Sirén (kok.),
- Mikko Savola (kesk.),
- Atte Harjanne (vihr.),
- Matti Semi (vas.),
- Mats Löfström (rkp.)
- Sari Essayah (kd.).

#### Représentants des parties prenantes
- Matti Anttonen
- Kirsi Pimiä
- Antti Peltomäki
- Kaisamari Hintikka
- Frank Johansson
- Kristiina Kumpula
- Laura Lodenius
- Kaius Niemi
- Iikka Korhonen
- Teivo Teivainen
- Rinna Kullaa
- Erkki Tuomioja [5]

#### Chercheurs
- Toni Alaranta
- Maria Annala
- Veera Laine
- Jussi Lassila
- Arkady Moshes
- Sinikukka Saari
- Charly Salonius-Pasternak